# 라디오 다큐멘터리

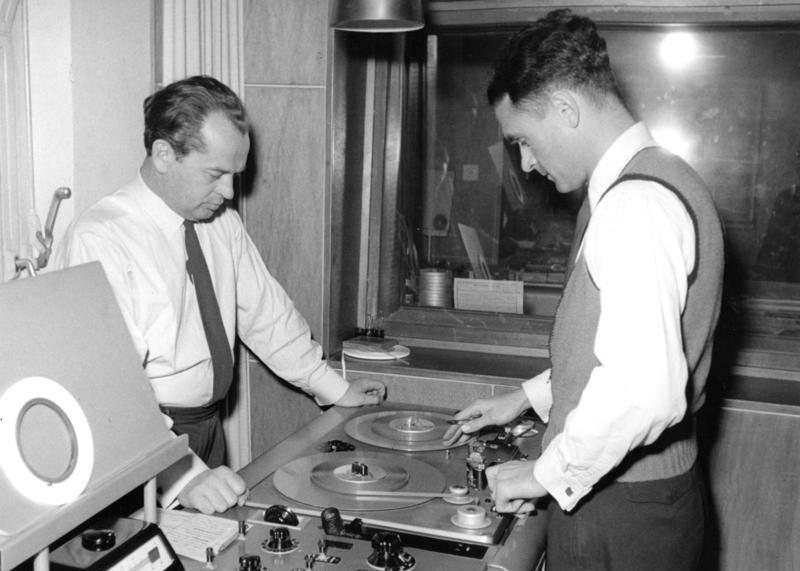
1954년 독일 서부독일방송의 녹음실

라디오 다큐멘터리(radio documentary) 또는 피처(feature)는 논픽션 내러티브에 전념하는 음성 라디오 형식이다. 라디오 방송은 물론 테이프, CD, 팟캐스트 등의 미디어를 통해 배포된다. 라디오 다큐멘터리는 하나 이상의 관점에서 주제를 심층적으로 다루며 종종 인터뷰, 해설 및 사운드 사진을 포함한다. 라디오 피처에는 독창적인 음악 작곡과 창의적인 사운드 디자인이 포함될 수 있으며 전통적인 저널리즘 라디오 보도와 유사할 수 있지만 문제를 더 깊이 다룰 수 있다.

## 역사

### 미국 라디오 다큐멘터리의 기원
픽션 오디오 스토리텔링의 초기 단계는 나중에 라디오 다큐멘터리라고 불리는 것과 완전히 닮지 않았다. 1930년대 WNYC와 같은 라디오 방송국이 영공에 진입하면서 기자들은 극화보다는 짧은 현장 인터뷰를 통해 실제 인물과 실제 시나리오를 기록했다. 다른 주목할만한 다큐멘터리 방송에는 1937년 힌덴부르크 참사와 같은 사건에 대한 정제되지 않은 원샷 오디오 녹음이 포함된다. 1939년까지 CBS는 "Americans All...Immigrants All, "는 이민자 커뮤니티의 이야기를 조명했다.
이 시대에 다큐멘터리 형식의 보도가 부족한 것은 부분적으로 기술적 한계 때문일 수 있다. 녹음 장비는 쉽게 휴대할 수 없었다.

## 저명한 제작자
- 글렌 굴드